# Ministerio de las Culturas, las Artes y los Saberes
El Ministerio de las Culturas, las Artes y los Saberes de la República de Colombia es la entidad gubernamental encargada de coordinar, regular y emitir las disposiciones referentes a la preservación y promoción de las diferentes expresiones de la Cultura de Colombia. Con la entrada en vigor de la Ley 2319 de 2023, se cambia la denominación oficial del ministerio y se modifica otros términos dentro de esta.

## Historia
Desde la creación del Ministerio de Educación, esta entidad tuvo una División de Divulgación Cultural a la cual estaban adscritos los museos, bibliotecas y juntas de organización de festivales y espectáculos populares, así como las publicaciones culturales y la instrucción en educación física. Debido a que en el Ministerio de Educación (Ministerio de Instrucción Pública) se ubicaba la Oficina de Extensión Cultural y Bellas Artes, se creó dentro de esta dependencia la Sociedad de Estudios Arqueológicos, la cual tenía como propósito publicar estudios arqueológicos y etnográficos. Esta sociedad fue creada en 1935.
El Instituto Etnológico Nacional fue creado en 1941, por el francés Paul Rivet y Gregorio Hernández de Alba. Es gracias a este Instituto que se crean las primeras escuelas de antropología, las cuales enriquecen el estudio y la documentación de los grupos étnicos que se tenían en las colecciones del Museo Nacional de Colombia. Cerrando la mitad del siglo XX se inaugura la actual sede de la Biblioteca Nacional y el Instituto Caro y Cuervo, presentando avances en el área cultural que hace parte del Ministerio de Instrucción Pública.
En 1949 se llevó a cabo una reforma al interior del Ministerio de Instrucción Pública, la cual consistió en la creación del Consejo Superior Permanente de Educación, con el fin de manejar la labor educativa y cultural que le correspondía al Ministerio y al cual, junto con la Secretaría General, dependían: el Instituto Caro y Cuervo, la Sección de Cinematografía y la Academia Colombiana de la Lengua.
A su vez, hacia el año 1950, dentro de la oficina de cultura se incluyó un Departamento de Extensión Cultural y Bellas Artes, el cual tenía la labor de realizar exposiciones, conciertos, obras teatrales, la feria del libro y de igual forma tenía bajo su administración el Teatro Colón y la Banda Nacional. En 1951 se creó un Departamento de Bibliotecas y Archivos Nacionales, dependiente de la Sección de Extensión Cultural y Bellas Artes, el cual, en 1959, en conjunto con el Archivo Nacional, se vincula directamente al Ministerio de Educación. En 1968 bajo el gobierno de Carlos Lleras Restrepo se creó el Instituto Colombiano de Cultura (Colcultura) que funcionó como entidad descentralizada adscrita al Ministerio de Educación Nacional.
Colcultura estaba encargada de “la elaboración, el desarrollo y la ejecución de los planes de estudio y fomento de las artes y las letras; el cultivo del folclore nacional; el establecimiento de las bibliotecas, museos y centros culturales; y otras actividades en el campo de la cultura, correspondientes a la política general que formule el Gobierno Nacional, por conducto del Ministerio de Educación, y según las decisiones que tome la Junta Directiva”. Estaba conformada por tres subdirecciones: Subdirección de Patrimonio Cultural, Subdirección de Comunicaciones Culturales y Subdirección de Bellas Artes.
El presidente Ernesto Samper impulsó la Ley General de la Cultura, aprobada el 7 de agosto de 1997 en la cual se liquidó Colcultura y se creó el Ministerio de Cultura, designando como primer titular de la cartera a Ramiro Osorio. A las funciones que antes manejaba Colcultura, el Ministerio sumó las de cinematografía, etnocultura y juventud.

## Sede
El despacho del ministro y las dependencias administrativas del Ministerio se encuentran desde el año 2004 en el Palacio Echeverry, un edificio de estilo neoclásico diseñado por Gastón Lelarge y construido entre 1904 y 1909 por solicitud del señor Gabriel Echeverry en terrenos del convento de Santa Clara.
El palacio originalmente era un conjunto de cuatro casas simétricas que estaban destinadas a habitación de cada uno de los hijos del señor Gabriel Echeverry y fue el primer conjunto multifamiliar construido en la ciudad. Cuenta con tres pisos, salones de recepciones, comedores y un patio interior. La ornamentación en yesería fue realizada por los artistas suizos Luigi Ramelli y su hijo Colombo Ramelli.
El palacio Echeverry se encuentra en la esquina de la Calle 8.ª con Carrera 8.ª, a escasos metros de la Casa de Nariño. Anteriormente este edificio era ocupado por el Ministerio del Interior y de Justicia. El inmueble fue declarado monumento nacional por el decreto 2390 del 26 de septiembre de 1984, debido a su importancia histórica y cultural.
Antes de ocupar el Palacio Echeverry en 2004, el Ministerio de Cultura funcionó desde su creación en 1997 en la antigua sede de Colcultura, la Casa Republicana que se encuentra en la Carrera 7.ª con Calle 8.ª en donde era el Hotel Imperial, propiedad que actualmente es sede del Departamento Administrativo de la Presidencia de la República.

## Organismos
Dentro de los organismos adscritos al Ministerio se encuentran las unidades administrativas especiales: Museo Nacional de Colombia y la Biblioteca Nacional de Colombia, y las entidades adscritas: Archivo General de la Nación, Instituto Colombiano de Antropología e Historia (ICANH) y el Instituto Caro y Cuervo.

## Organigrama
La estructura del Ministerio de las Culturas, las Artes y los Saberes está conformado por: el Despacho del Ministro; Despacho del Viceministro de los Patrimonios, las Memorias y la Gobernanza Cultural; Despacho del Viceministro de las Artes y la Economía Cultural y Creativa, y las direcciones misionales: (i) Artes; (ii) Patrimonio y Memoria; (iii) Audiovisuales, Cine y Medios Interactivos; (iv) Estrategia, Desarrollo y Emprendimiento;  (v) Fomento Regional y (vi) Poblaciones

## Normatividad
El Ministerio de Cultura fue creado mediante la ley 397 de 1997 "Ley General de Cultura"; las siguientes leyes contemplan la organización institucional de la acción cultural.
- Ley 397 del 7 de octubre de 1997[9]

Desarrollo normativo de artículos constitucionales, normas sobre patrimonio cultural, fomentos y estímulos a la cultura y creación del Ministerio de Cultura.
- Decreto 3117 de diciembre de 1997

Por el cual se establece la planta del Ministerio de Cultura
- Decreto 1493 del 3 de agosto de 1998[10]

Por el cual se reglamenta la participación del Ministerio de Cultura en la creación de Fondos Mixtos para la Promoción de las artes y la cultura, realización de aportes y suscripción de convenios
- Decreto 1494 del 3 de agosto de 1998[11]

Por el cual se reglamentan los Consejos Nacionales de las Artes y la Cultura y se dictan otras disposiciones
- Decreto 1589 de agosto de 1998[12]

Por el cual se reglamenta el Sistema Nacional de Cultura
- Decreto 1126 del 29 de junio de 1999[13]

Por el cual se reestructura el Ministerio de Cultura
- Decreto 1746 de 2003[14] Por el cual se determinan los objetivos y estructura orgánica del Ministerio de Cultura y se dictan otras disposiciones.
- Decreto 4827 de 2008[15] Modificase la estructura del Ministerio de Cultura artículo 5° del Decreto 1746 de 2003.

Cambio de denominación oficial del ministerio y modificación de otros términos
- Ley 2319 de 2023[2] Por medio de la cual se reforma la ley 397 de 1997, se cambia la denominación del ministerio de cultura, se modifica el término de economía naranja y se dictan otras disposiciones.

## Funciones
Según el Artículo 2 del decreto 1746 de 2003, las Funciones del Ministerio de las Culturas, las Artes y los Saberes son:
- Proteger, conservar, rehabilitar y divulgar el Patrimonio Cultural de la Nación como testimonio de la identidad cultural nacional, tanto en el presente como en el futuro.
- Fomentar y preservar la pluralidad y diversidad cultural de la Nación.
- Promover el desarrollo cultural y el acceso de la comunidad a los bienes y servicios culturales según los principios de descentralización, participación y autonomía.
- Fomentar y estimular la creación, la investigación, la actividad artística y cultural y el fortalecimiento de las expresiones culturales en todos los niveles territoriales.
- Orientar, planear y promover la industria cinematográfica colombiana.
- Determinar la programación de la televisión cultural en coordinación con la programadora oficial.

## Fortalecimiento de la Cultura
Para cumplir con las funciones del Ministerio, en los últimos años se han llevado a cabo los programas para fomentar las expresiones artísticas y culturales, como son el Programa Nacional de Concertación y el Programa Nacional de Estímulos a la Creación y a la Investigación, estos programas destinan cerca de 50% de sus recursos para el financiamiento de las artes. El programa Nacional de Lectura y Bibliotecas busca fortalecer la infraestructura y dotación cultural del país, sumado a este la Red Nacional de bibliotecas y la Red Nacional de Museo contribuyen a desarrollar cada función concedida al Ministerio. Si bien estos programas han fortalecido la labor y sumado recursos para las artes se percibe cierta desigualdad en el desarrollo de las expresiones culturales a lo largo del territorio, sumado a esto la distribución de los apoyos a las artes también presenta desigualdad,“los apoyos del Programa Nacional de Concertación en Artes en el año 2004, por ejemplo, destaca una concentración del 43% de los recursos del programa en proyectos de Cundinamarca (40% en Bogotá, D.C. y 3% en el resto del departamento), Antioquia (8% en Medellín y 2% en el resto del departamento) y Valle (4% en Cali y 2% en el resto del departamento). Proyectos artísticos de otras ciudades, como Valledupar, Barranquilla y Manizales, recibieron apoyos equivalentes al 2 y 3% de los recursos en artes del Programa Nacional de Concertación ”
La cultura en los últimos años ha tenido que enfrentar los cambios tecnológicos propios del mundo globalizado, además ha entrado en la lógica de mercado, que impone como principio la maximización económica, esta razón ha llevado a que la cultura busque apoyo en el sector privado para ser fomentada, así se comienza a hablar de industrias culturales como “aquellas que reproducen a escala industrial, utilizan como materia prima creaciones protegidas por el derecho de autor y producen bienes y servicios culturales fijados sobre soportes tangibles o electrónicos.”
actividades como la edición de libros y folletos; fotografía; actividades de radio y televisión; actividades de bibliotecas y archivos; actividades de museos y preservación de lugares y edificios históricos; actividades teatrales y musicales ; actividades de grabación y producción de discos, forman parte de la industria cultural del país, la cual lega a aporta cerca de un 3.5% al producto interno bruto PIB.

## Planes y proyectos
- Plan Nacional de Cultura: El Plan Nacional de Cultura formula políticas que convocan a la participación de diferentes propuestas culturales con miras a la construcción colectiva de un proyecto de futuro plural y democrático. De esta manera, el Plan propone mecanismos para que desde los diferentes ámbitos y contextos, grupos, individuos, movimientos e instituciones, definan sus propuestas; tengan presencia en espacios públicos y permitan los conocimientos y reconocimientos mutuos que propician las políticas culturales.[20]

- Turismo Cultural: El Turismo Cultural en Colombia, tiene como sustento institucional la Política de Turismo Cultural, cuyo fomento se concibe como una estrategia para conservación, divulgación y consolidación del patrimonio cultural de la Nación, a través de su identificación, valoración, competitividad, sostenibilidad y difusión.[21]

- Lectura y Bibliotecas: La Red Nacional de Bibliotecas Públicas tiene como objetivo aumentar y garantizar las posibilidades de libre acceso a la información, a la oferta literaria, documental y recursos informáticos, de este modo contribuye a aumentar las opciones educativas y culturales de la población.[22]

- Programa Nacional de Estímulos: Iniciativa del Ministerio de las Culturas, las Artes y los Saberes de Colombia, cuyo objetivo es promover y reconocer el trabajo de los artistas, creadores, investigadores, gestores y demás actores del ámbito cultural. A través de este programa, se otorgan diversos estímulos como becas, galardones, apoyos financieros y otros beneficios, con el fin de incentivar la producción cultural y apoyar el desarrollo de proyectos y actividades que contribuyan al enriquecimiento de la cultura del país. Además, busca visibilizar y premiar el talento y el compromiso con la creación y preservación cultural. Dentro del portafolio de estímulos se destacan los siguientes premios:

- Premios Vida y Obra: Su objetivo es reconocer la trayectoria y el legado de artistas, creadores y gestores culturales que han tenido un impacto significativo en la vida cultural del país a lo largo de su carrera. Actualmente se entregan en las siguientes categorías:
1. Premio Vida y Obra a la gestora o gestor cultural
2. Premio Vida y Obra a personas destacadas en el campo de las artes y las culturas
3. Premio Vida y Obra a personas que aportan a la cultura de paz
4. Premio Vida y Obra a portadores del patrimonio y la memoria cultural

- Premios Nacionales de Cultura: Su objetivo es reconocer la obra, el trabajo, la trayectoria, el compromiso, los procesos y las contribuciones de artistas, creadores, investigadores y gestores que, a través de su labor en el ámbito cultural en determinadas disciplinas artísticas, enriquecen de manera significativa la memoria y la vida cultural de Colombia. Actualmente se entregan en las siguientes categorías:
1. Premio Nacional de Circo
2. Premio Nacional de Cocinas Tradicionales
3. Premio Nacional de Contribución a la Museología Colombiana
4. Premio Nacional de Danza
5. Premio Nacional de Dramaturgia
6. Premio Nacional de Ensayo
7. Premio Nacional de Fotografía
8. Premio Nacional de Libro Infantil
9. Premio Nacional de Música en Composición
10. Premio Nacional de Novela
11. Premio Nacional de Novela Gráfica
12. Premio Nacional de Poesía

## Ministros de Cultura
Desde su creación en 1997, han ocupado la cabeza de la cartera los siguientes ciudadanos:
|  | Periodo                                     | Ministro (a)                   | Fotografía | Viceministro(s) | Partido                              | Presidente             |
|  | ------------------------------------------- | ------------------------------ | ---------- | --- | ------------------------------------ | ---------------------- |
|  | 7 de agosto de 1997 – 7 de agosto de 1998   | Ramiro Eduardo Osorio Fonseca  |            | Miguel Durán Guzmán | Partido Liberal                      | Ernesto Samper Pizano  |
|  | 7 de agosto de 1998 – 19 de agosto de 1999  | Pablo Alberto Casas Santamaría |            | Miguel Durán Guzmán | Partido Conservador                  | Andrés Pastrana Arango |
|  | 19 de agosto de 1999 – 18 de julio de 2000  | Juan Luis Mejía Arango         |            | María Cristina Serje de la Ossa                                                                                          | Partido Conservador                  | Andrés Pastrana Arango |
|  | 18 de julio de 2000 – 2 de mayo de 2001     | Consuelo Araújo Noguera        |            | Katya Margarita González Rosales                                                                                         | Partido Conservador                  | Andrés Pastrana Arango |
|  | 2 de mayo de 2001 – 7 de agosto de 2002     | Araceli Morales López          |            | Martha Mercedes Castrillón Simmonds                                                                                      | Partido Conservador                  | Andrés Pastrana Arango |
|  | 7 de agosto de 2002 – 24 de enero de 2006   | María Consuelo Araújo Castro   |            | Adriana Mejía Hernández (2002 - 2005) Elvira Cuervo de Jaramillo (2005 - 2006)                                           | Primero Colombia                     | Álvaro Uribe Vélez     |
|  | 24 de enero de 2006 – 10 de mayo de 2007    | Elvira Cuervo de Jaramillo     |            | María Cecilia Donado García (2006 - 2009)                                                                                | Primero Colombia                     | Álvaro Uribe Vélez     |
|  | 10 de mayo de 2007 – 7 de agosto de 2010    | Paula Marcela Moreno           |            | María Cecilia Donado García (2006 - 2009) María Claudia López Sorzano (2009-2015)                                        | Primero Colombia                     | Álvaro Uribe Vélez     |
|  | 7 de agosto de 2010 – 7 de agosto de 2018   | Mariana Garcés Córdoba         |            | María Claudia López Sorzano (2009 - 2015) Zulia Mena García (2016 - 2018)                                                | Partido Social de la Unidad Nacional | Juan Manuel Santos     |
|  | 7 de agosto de 2018 – 12 de enero de 2021   | Carmen Inés Vásquez Camacho    |            | David Melo Torres (2018 - 2019) José Ignacio Argote López (2019 - 2022) Pedro Felipe Buitrago Restrepo (2019 - 2020)     | Partido Centro Democrático           | Iván Duque Márquez     |
|  | 12 de enero de 2021 - 21 de mayo de 2021    | Pedro Felipe Buitrago Restrepo |            | José Ignacio Argote López (2019 - 2022) Adriana Padilla Leal (2021 - 2022)                                               | Partido Centro Democrático           | Iván Duque Márquez     |
|  | 21 de mayo de 2021 - 7 de agosto de 2022    | Angélica María Mayolo Obregón  |            | José Ignacio Argote López (2019 - 2022) Adriana Padilla Leal (2021 - 2022)                                               | Colombia Renaciente                  | Iván Duque Márquez     |
|  | 7 de agosto de 2022 -27 de febrero de 2023  | Patricia Ariza Flórez          |            | Jorge Zorro (2022 - 2023)                                                                                                | Unión Patriótica                     | Gustavo Petro Urrego   |
|  | 27 de febrero de 2023 - 2 de agosto de 2023 | Jorge Zorro (Encargado)        |            | Adriana Molano (2023 - 2024)                                                                                             | Colombia Humana                      | Gustavo Petro Urrego   |
|  | 2 de agosto de 2023 - 5 de febrero de 2025  | Juan David Correa              |            | - Jorge Zorro (2023 -2024) - Adriana Molano (2023 - 2024) - Yannai Kadamani (2024-2025) - Saia Vergara Jaime (2024-2025) | Independiente - Pacto Histórico      | Gustavo Petro Urrego   |
|  | 6 de febrero de 2025- En el cargo           | Yannai Kadamani Fonrodona      |            | - Saia Vergara Jaime (2025-) - Luis Alberto Sanabria Acevedo                                                             | Independiente                        | Gustavo Petro Urrego   |